# Сурхай II
Сурхай II сын Чопана — правитель из рода шамхалов, возможно - чингизид ("татар-шамахал") или кумык, интерпретация его как лакского правителя в научной литературе подвергается критике.

## Правление
Cурхай известен из погребальной надписи на шамахальском кладбище в Кази-Кумухе и из русских документов: сообщается о конфликте Султан-Мута с Сухраем в 1597 году. В документе от 1603 г. говорится, что шамхал проживает большей частью в Кази-Кумухе, и что он «ныне ослеп, а дети его все в розни». О смерти Сухрая в Москве узнали с опозданием, в 1614 году.
Гусейнов считает, что Сурхай считался верховным правителем лишь формально, а фактически в его правление начался период междоусобиц и распада шамахальства.
Период правления Сурхай-шамхала проходил в войне с Московским государством. Русские, захватив Тарки, были разбиты Султан-Мутом, сыном шамхала Чопана, который возглавил борьбу с захватчиками, объёдинив множество народов Каваза. В 1605 году русская армия была окружена и разбита на Караманском поле в 20 км к северу от «города начального» шамхальства Таргъу (Тарки). Попытки царя Бориса Годунова завоевать Дагестан завершились поражением